# Annemarie Renger
Annemarie Renger (født Wildung; 7. oktober 1919 i Leipzig, død 3. marts 2008 i Remagen, Rheinland-Pfalz) var en tysk politiker fra SPD.
Hun var forbundsdagspræsident fra 1972 til 1976 som den første kvinde i denne stilling, og stedfortrædende forbundsdagspræsident fra 1976 til 1990.